# Asnières-sur-Vègre
Ne doit pas être confondu avec Anères.
Pour les articles homonymes, voir Asnières.
Asnières-sur-Vègre est une commune française, située dans le département de la Sarthe en région Pays de la Loire, peuplée de 337 habitants.
La commune fait partie de la province historique du Maine.

## Géographie
Le territoire est traversé par la Vègre.
| Poillé-sur-Vègre  | Fontenay-sur-Vègre |       |
| Auvers-le-Hamon   | Asnières-sur-Vègre | Tassé |
| Juigné-sur-Sarthe | Avoise             |       |

### Géologie
La commune repose sur le bassin houiller de Laval daté du Culm, du Viséen supérieur et du Namurien (daté entre -346 et -315 millions d'années).

### Climat
Pour des articles plus généraux, voir Climat des Pays de la Loire et Climat de la Sarthe.
En 2010, le climat de la commune est de type climat océanique dégradé des plaines du Centre et du Nord, selon une étude du CNRS s'appuyant sur une série de données couvrant la période 1971-2000. En 2020, Météo-France publie une typologie des climats de la France métropolitaine dans laquelle la commune est exposée à un climat océanique et est dans la région climatique Moyenne vallée de la Loire, caractérisée par une bonne insolation (1 850 h/an) et un été peu pluvieux.
Pour la période 1971-2000, la température annuelle moyenne est de 11,4 °C, avec une amplitude thermique annuelle de 14,2 °C. Le cumul annuel moyen de précipitations est de 681 mm, avec 11,6 jours de précipitations en janvier et 6,5 jours en juillet. Pour la période 1991-2020, la température moyenne annuelle observée sur la station météorologique de Météo-France la plus proche, sur la commune de Saint-Loup-du-Dorat à 14 km à vol d'oiseau, est de 12,2 °C et le cumul annuel moyen de précipitations est de 760,0 mm,. Pour l'avenir, les paramètres climatiques de la commune estimés pour 2050 selon différents scénarios d'émission de gaz à effet de serre sont consultables sur un site dédié publié par Météo-France en novembre 2022.

## Urbanisme

### Typologie
Au 1er janvier 2024, Asnières-sur-Vègre est catégorisée commune rurale à habitat dispersé, selon la nouvelle grille communale de densité à sept niveaux définie par l'Insee en 2022.
Elle est située hors unité urbaine. Par ailleurs la commune fait partie de l'aire d'attraction de Sablé-sur-Sarthe, dont elle est une commune de la couronne,. Cette aire, qui regroupe 39 communes, est catégorisée dans les aires de moins de 50 000 habitants,.

### Occupation des sols
L'occupation des sols de la commune, telle qu'elle ressort de la base de données européenne d’occupation biophysique des sols Corine Land Cover (CLC), est marquée par l'importance des territoires agricoles (96,2 % en 2018), une proportion identique à celle de 1990 (96,2 %). La répartition détaillée en 2018 est la suivante : 
terres arables (76 %), prairies (17,6 %), forêts (3,8 %), zones agricoles hétérogènes (2,5 %). L'évolution de l’occupation des sols de la commune et de ses infrastructures peut être observée sur les différentes représentations cartographiques du territoire : la carte de Cassini (XVIIIe siècle), la carte d'état-major (1820-1866) et les cartes ou photos aériennes de l'IGN pour la période actuelle (1950 à aujourd'hui).

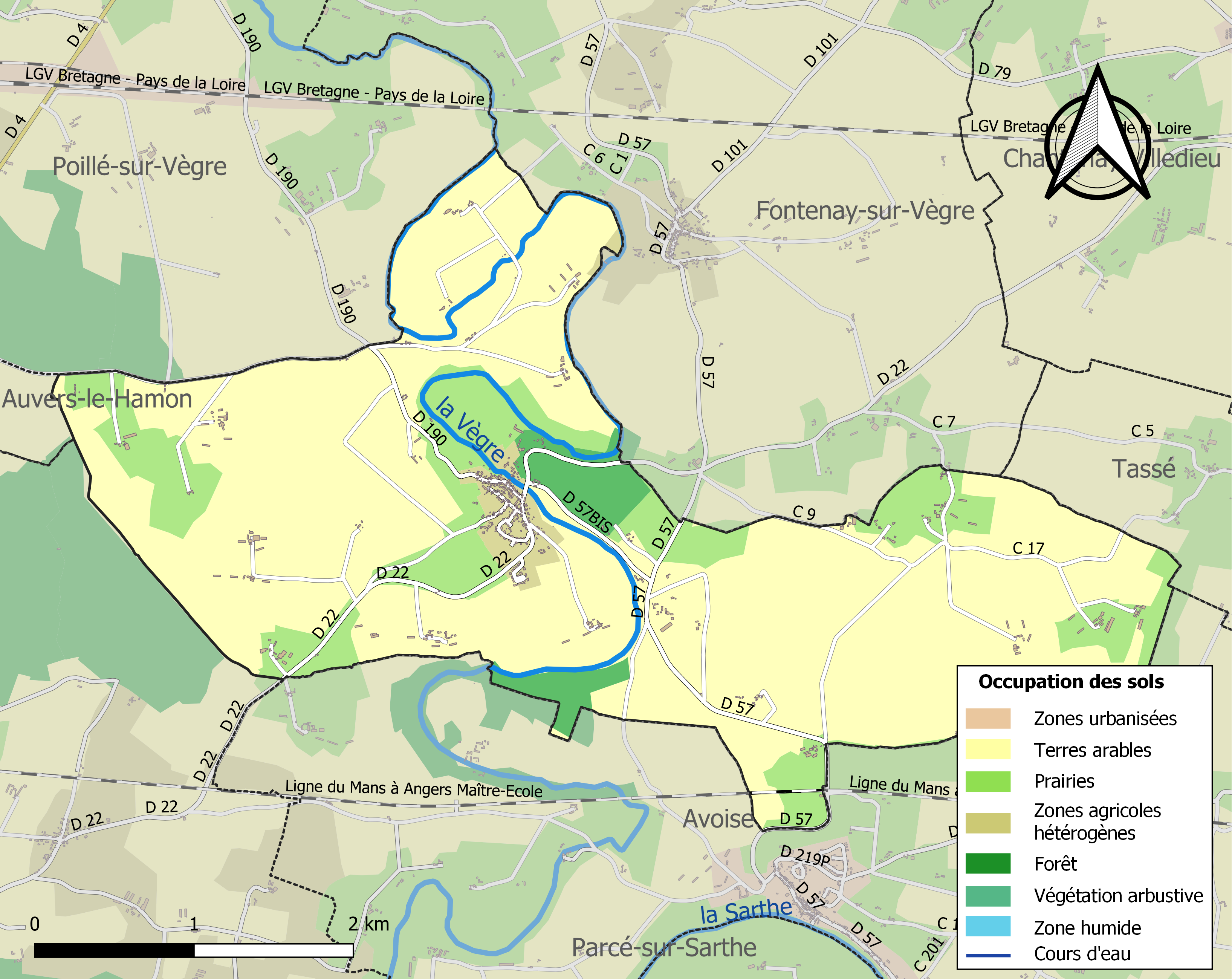
Carte des infrastructures et de l'occupation des sols de la commune en 2018 (CLC).

## Toponymie
Asnières vient du latin asinus, « âne »[réf. nécessaire].
Le gentilé est Asnièrois.

## Histoire
L'exploitation des houillères locales favorise le développement de l'activité chauffournière dans la région au XIXe siècle.

## Politique et administration
| Période                                  | Période                   | Identité             | Étiquette | Qualité                                 |
| ---------------------------------------- | ------------------------- | -------------------- | --------- | --------------------------------------- |
| Les données manquantes sont à compléter. |                           |                      |           |                                         |
| 1945                                     | mars 1959                 | Fernand Leroy        |           | Maire de Sablé-sur-Sarthe (1925 → 1929) |
| mars 1959                                | mars 1965                 | Gustave Mayet        |           |                                         |
| mars 1965                                | mars 1983                 | Paul Lesage          |           | Premier adjoint au maire (1959 → 1965)  |
| mars 1983                                | janvier 1991 (décès)      | Robert Bruneau       |           |                                         |
| 1991                                     | juin 1995                 | André Bruneau        |           |                                         |
| juin 1995                                | mars 2014                 | Jean Anneron         | SE        | Responsable de gîtes                    |
| mars 2014                                | mai 2020                  | Jean-Pierre Bourrely | SE        | Directeur comptable retraité            |
| mai 2020                                 | En cours (au 23 mai 2020) | Jean-Louis Lemarié   | SE        | Cadre retraité                          |

## Démographie
L'évolution du nombre d'habitants est connue à travers les recensements de la population effectués dans la commune depuis 1793. Pour les communes de moins de 10 000 habitants, une enquête de recensement portant sur toute la population est réalisée tous les cinq ans, les populations de référence des années intermédiaires étant quant à elles estimées par interpolation ou extrapolation. Pour la commune, le premier recensement exhaustif entrant dans le cadre du nouveau dispositif a été réalisé en 2006.
En 2022, la commune comptait 337 habitants, en évolution de −16,79 % par rapport à 2016 (Sarthe : −0,25 %, France hors Mayotte : +2,11 %).
| 1793 | 1800 | 1806 | 1821 | 1831 | 1836 | 1841 | 1846 | 1851 |
| ---- | ---- | ---- | ---- | ---- | ---- | ---- | ---- | ---- |
| 663  | 595  | 703  | 720  | 649  | 669  | 707  | 706  | 771  |

| 1856 | 1861 | 1866 | 1872 | 1876 | 1881 | 1886 | 1891 | 1896 |
| ---- | ---- | ---- | ---- | ---- | ---- | ---- | ---- | ---- |
| 737  | 702  | 771  | 744  | 671  | 658  | 579  | 544  | 501  |

| 1901 | 1906 | 1911 | 1921 | 1926 | 1931 | 1936 | 1946 | 1954 |
| ---- | ---- | ---- | ---- | ---- | ---- | ---- | ---- | ---- |
| 477  | 496  | 498  | 492  | 469  | 433  | 426  | 428  | 469  |

| 1962 | 1968 | 1975 | 1982 | 1990 | 1999 | 2006 | 2011 | 2016 |
| ---- | ---- | ---- | ---- | ---- | ---- | ---- | ---- | ---- |
| 421  | 387  | 406  | 356  | 338  | 375  | 423  | 396  | 405  |

| 2021 | 2022 | - | - | - | - | - | - | - |
| ---- | ---- | - | - | - | - | - | - | - |
| 358  | 337  | - | - | - | - | - | - | - |

## Économie
Regroupé en intercommunalité au sein de la communauté de communes de Sablé-sur-Sarthe, Asnières, qui a reçu le label des « Petites Cités de caractère », reste un village rural à forte production agricole animalière, laitière et céréalière.
Après une restauration de longue haleine, le manoir de la Cour ouvre ses portes en 2014 avec un musée sur le thème « Les Seigneurs du Moyen Âge ». Il se verra décerner « Les Rubans du patrimoine » en 2017. Avec ses cinq monuments historiques, Asnières bénéficie d’un pôle d’attraction touristique.
Asnières possède un restaurant, Le Pavillon, des tables et chambres d’hôtes au manoir des Claies et divers gîtes, aux Claies, la Basse-Cour, les Vaux, la Tuffière, les Grandes Mottes, la Tannerie, les Bois.

## Lieux et monuments
- Église Saint-Hilaire, classée au titre des monuments historiques en 1979[20],[21], abritant de nombreuses peintures murales. À partir du XIe siècle, les chanoines embellissent et développent leur seigneurie d’Asnières. C’est ainsi qu’ils achèvent la nef et que selon leurs souhaits, les murs de l’église sont décorés. Ce sont les célèbres peintures murales mises au jour en 1951 par Madeleine Pré. Sur les murs de la nef, on peut observer la promesse de la Rédemption qui réconforte l’âme des fidèles terrifiés par les démons de l’Enfer.
- Manoir de la Cour, ancienne cour de justice, appelée aussi le Temple, dont la construction remonte aux XIIIe et XIVe siècles, édifice exceptionnel tant par son ancienneté que par son traitement architectural. Siège de la seigneurie ecclésiastique d’Asnières au XIIIe siècle, gentilhommière au XVe siècle, puis métairie au XVIIIe siècle, cet édifice est finalement partagé en appartements au XIXe siècle. Il est propriété de la commune depuis 1972 et classé au titre des monuments historiques en 1991[22],[23].
- Pont sur la Vègre, dit le vieux pont, de style roman, reconstruit au début du XIXe siècle, inscrit au titre des monuments historiques en 1984[24],[25].
- Fontaine de dévotion Saint-Aldric, transformée en lavoir au XIXe siècle, recensée à l'inventaire général du patrimoine culturel[26].
- Château de Moulinvieux, des XVIIe et XVIIIe siècles, inscrit au titre des monuments historiques en 1989[27],[28].
- Manoir des Claies, du XVe siècle, inscrit au titre des monuments historiques en 1996[29].
- Manoir de la Tannerie, des XVe, XVIe (?) et XIXe siècles, recensé à l'inventaire général du patrimoine culturel[30].
- Maison marchande, dite le Pavillon, du XVIe ou XVIIe siècle, recensé à l'inventaire général du patrimoine culturel[31].
- Les vestiges miniers, notamment les cheminées des puits de la Detterie et de la Filousière[32].

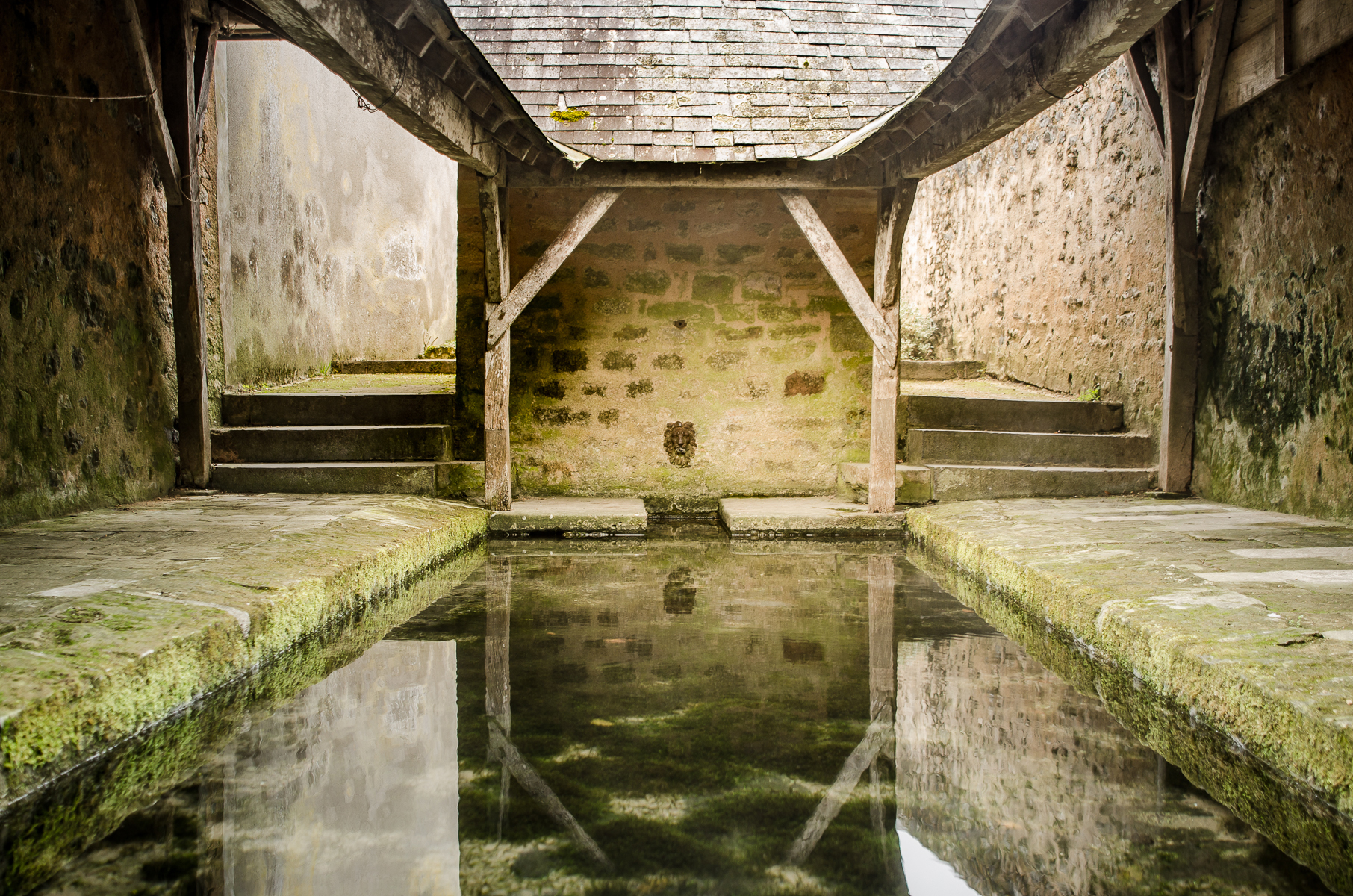
Fontaine de dévotion Saint-Aldric puis lavoir, construite avant 1827, reconstruite dans le 3e quart 19e siècle par l'entrepreneur Pierre Chauvin. Photo février 2017.
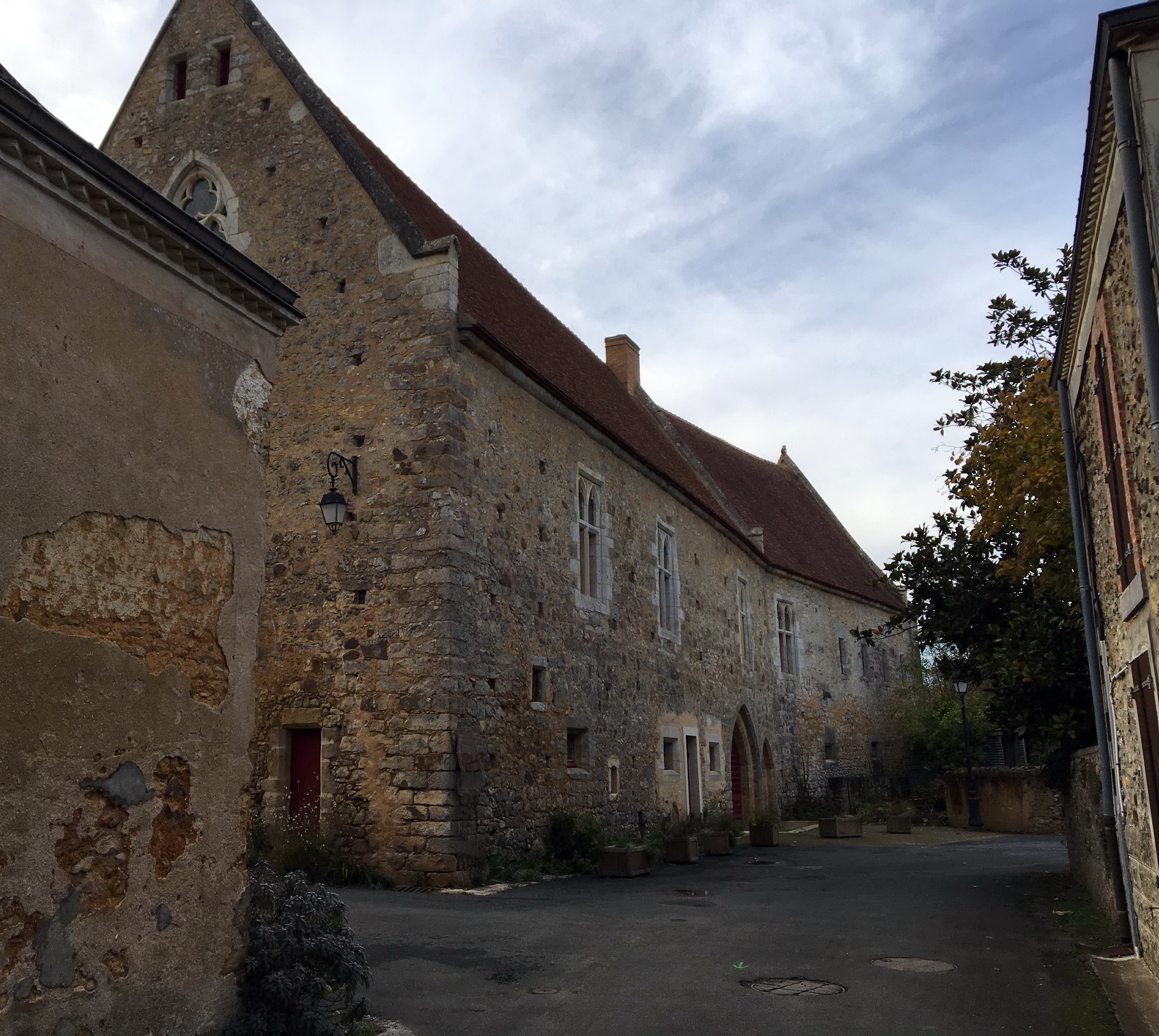
La Cour de Justice appelée aussi "Le Temple, (XIIIe – XIVe siècle) est aujourd'hui musée communal consacré à la chevalerie médiévale. Classé monument historique depuis le 17 janvier 1991.
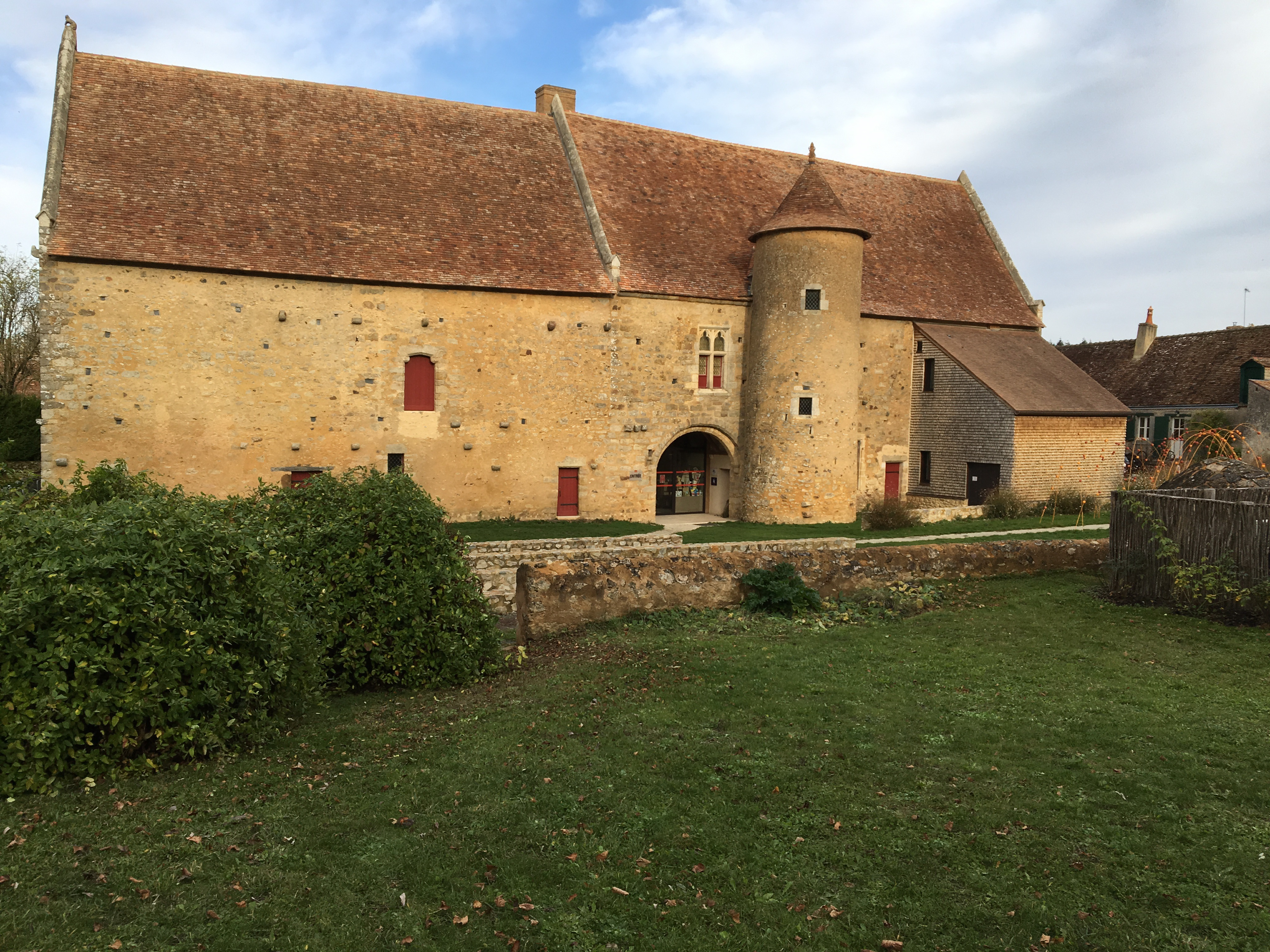
La Cour de Justice. Propriété de la commune depuis 1972.
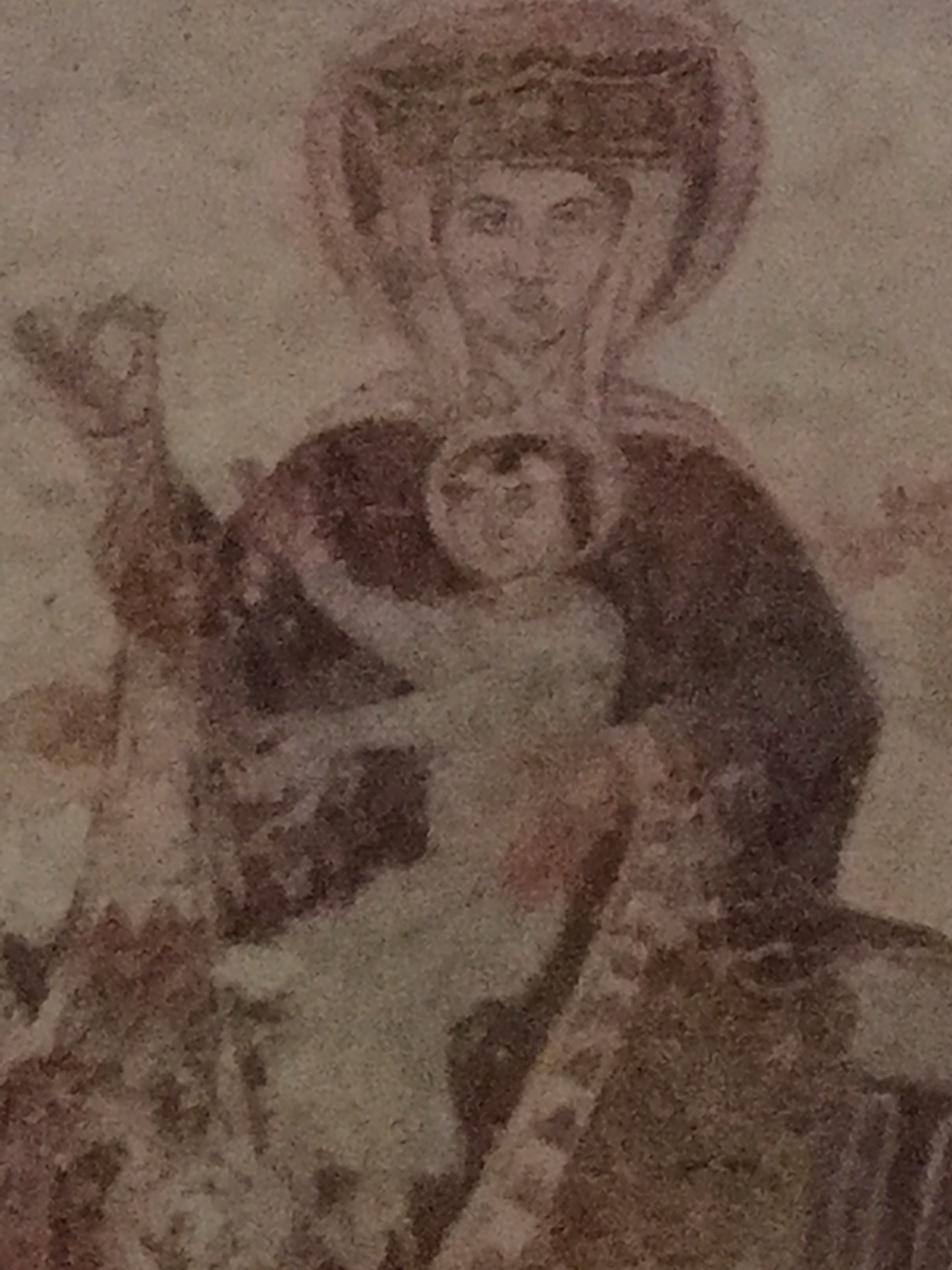
À partir du XIe siècle, les chanoines embellissent et développent leur seigneurie d'Asnières. C'est ainsi qu'ils achètent la nef et que selon leurs souhaits, les murs de l'église sont décorés. Ce sont les célèbres peintures murales mises au jour en 1951 par Madeleine Pré. Ici, Vierge en Majesté qui tient dans la main droite soit une perle, symbole de pureté soit un anneau nuptial symbole de l'alliance de la Vierge avec l'Esprit Saint.
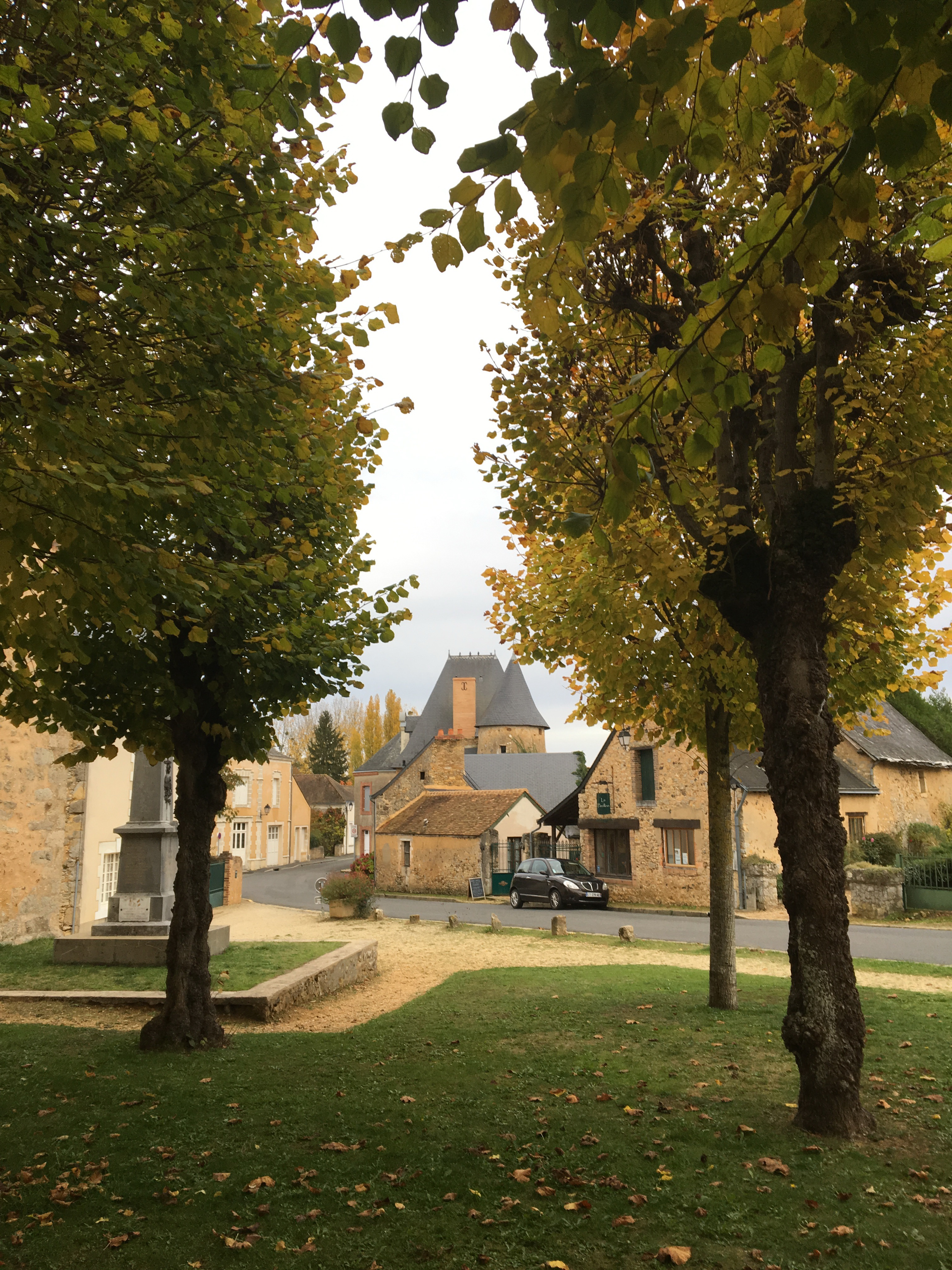
Vue sur une maison Renaissance du village. Photo prise depuis l'entrée de l'église Saint-Hilaire.
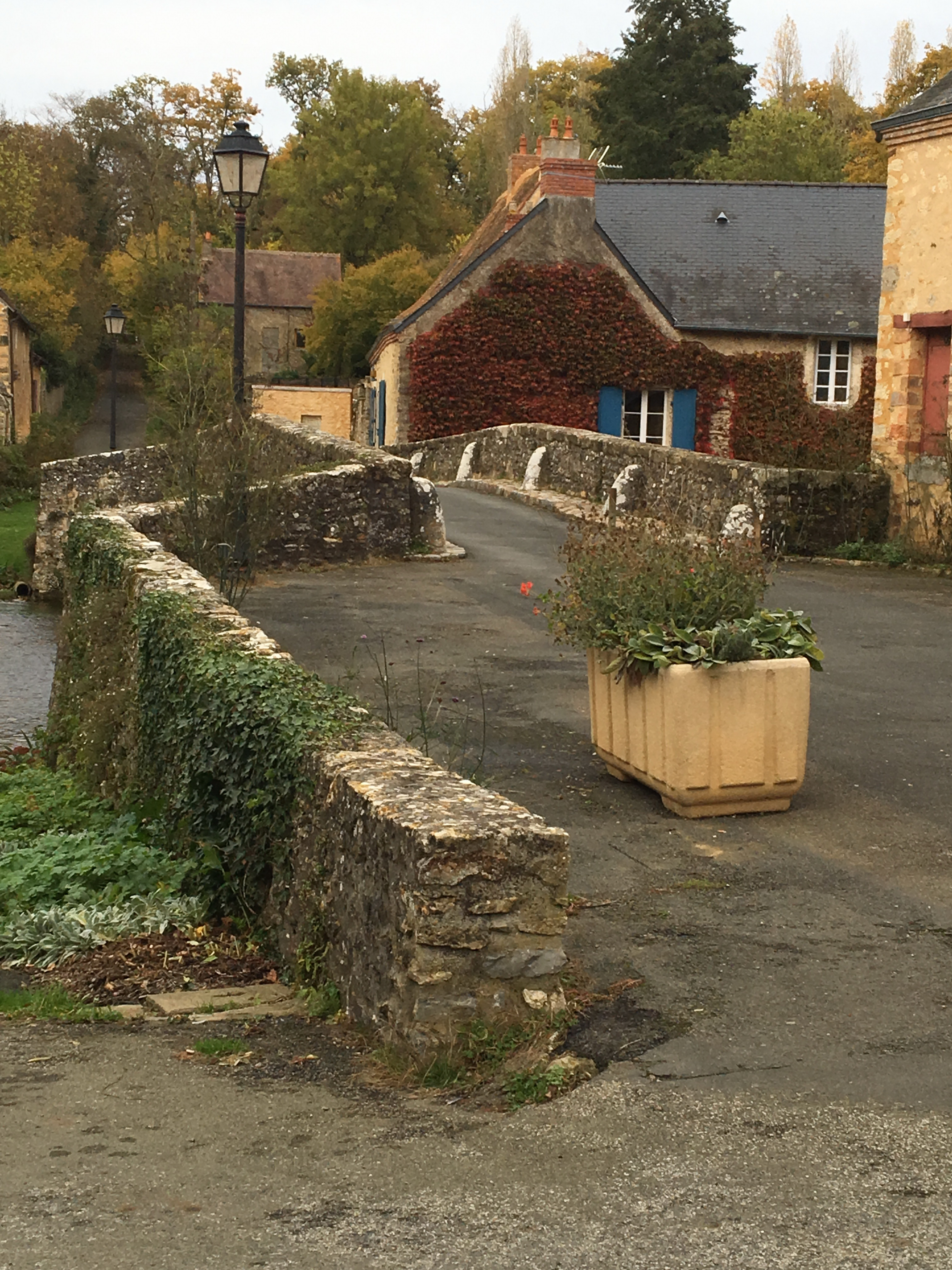
Le pont médiéval qui enjambe la Vègre, entièrement reconstruit en marbre et en grès vers 1806 par l'entrepreneur Jacques Baumier, est inscrit au titre des monuments historiques depuis le 8 octobre 1984.
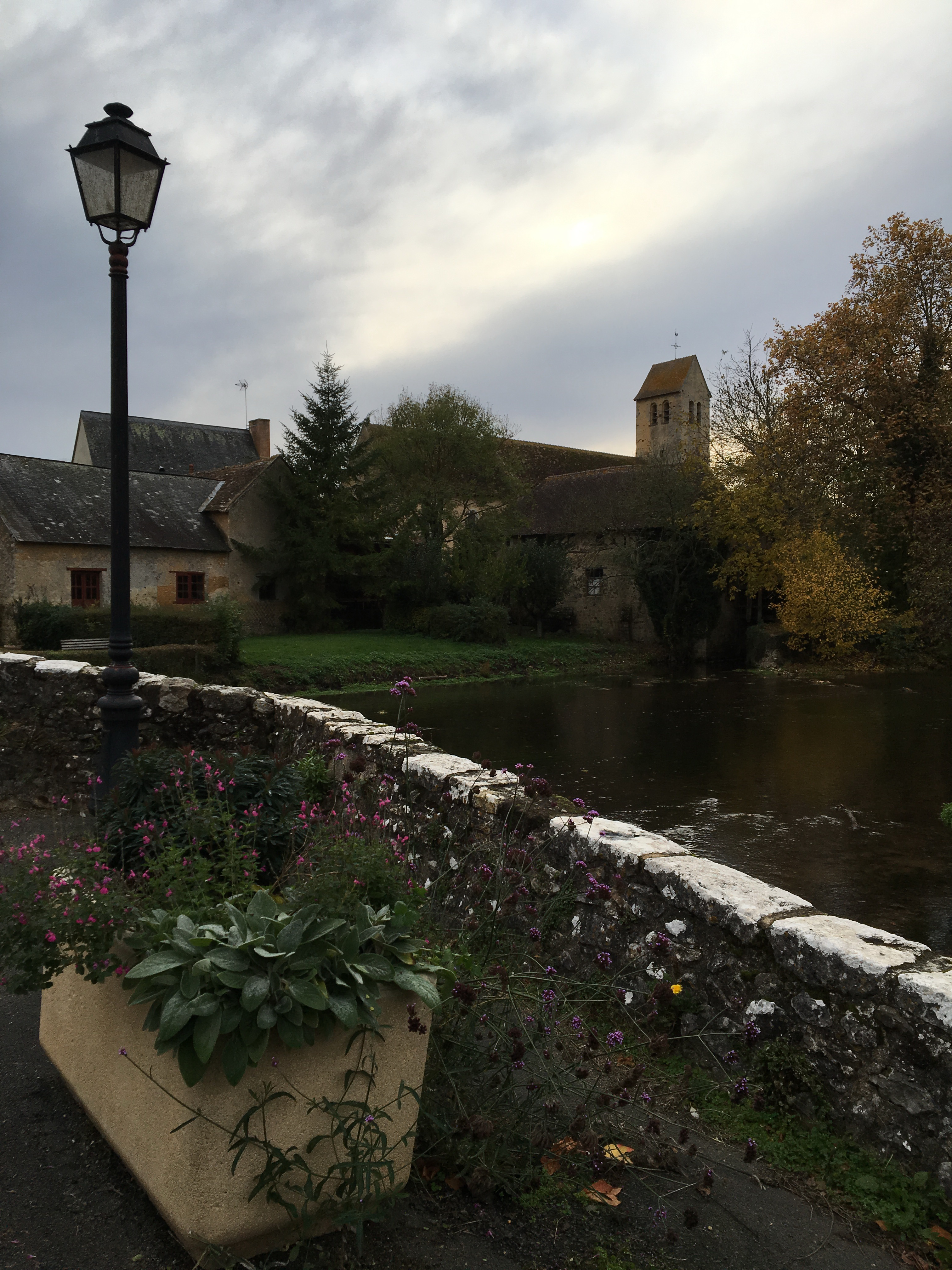
On remarque le clocher en bâtière de l'église Saint-Hilaire, Le (ou la) Vègre est un affluent de la Sarthe en rive droite donc un sous-affluent de la Loire par la Sarthe et la Maine.
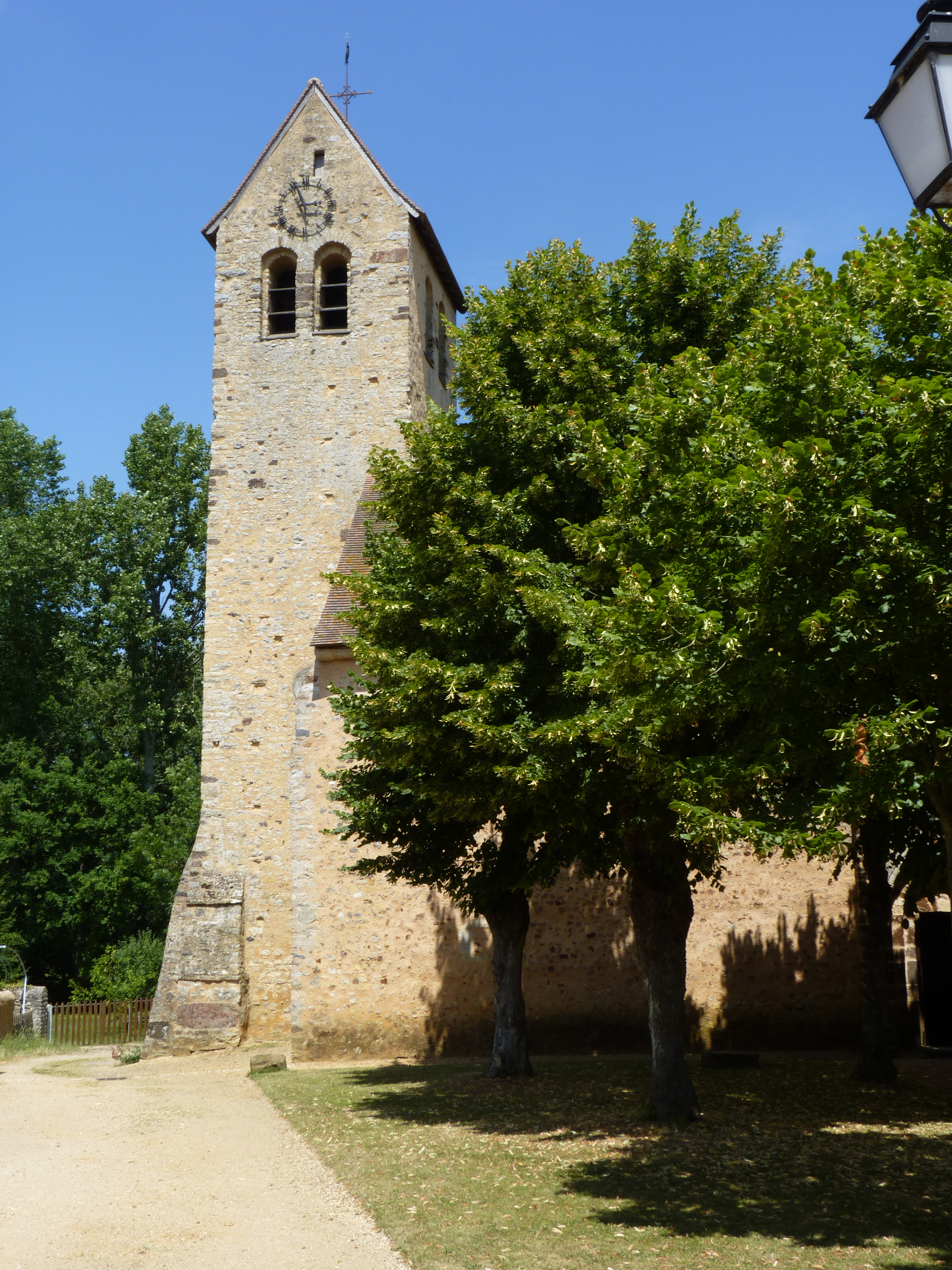
L'église paroissiale : le clocher en bâtière.
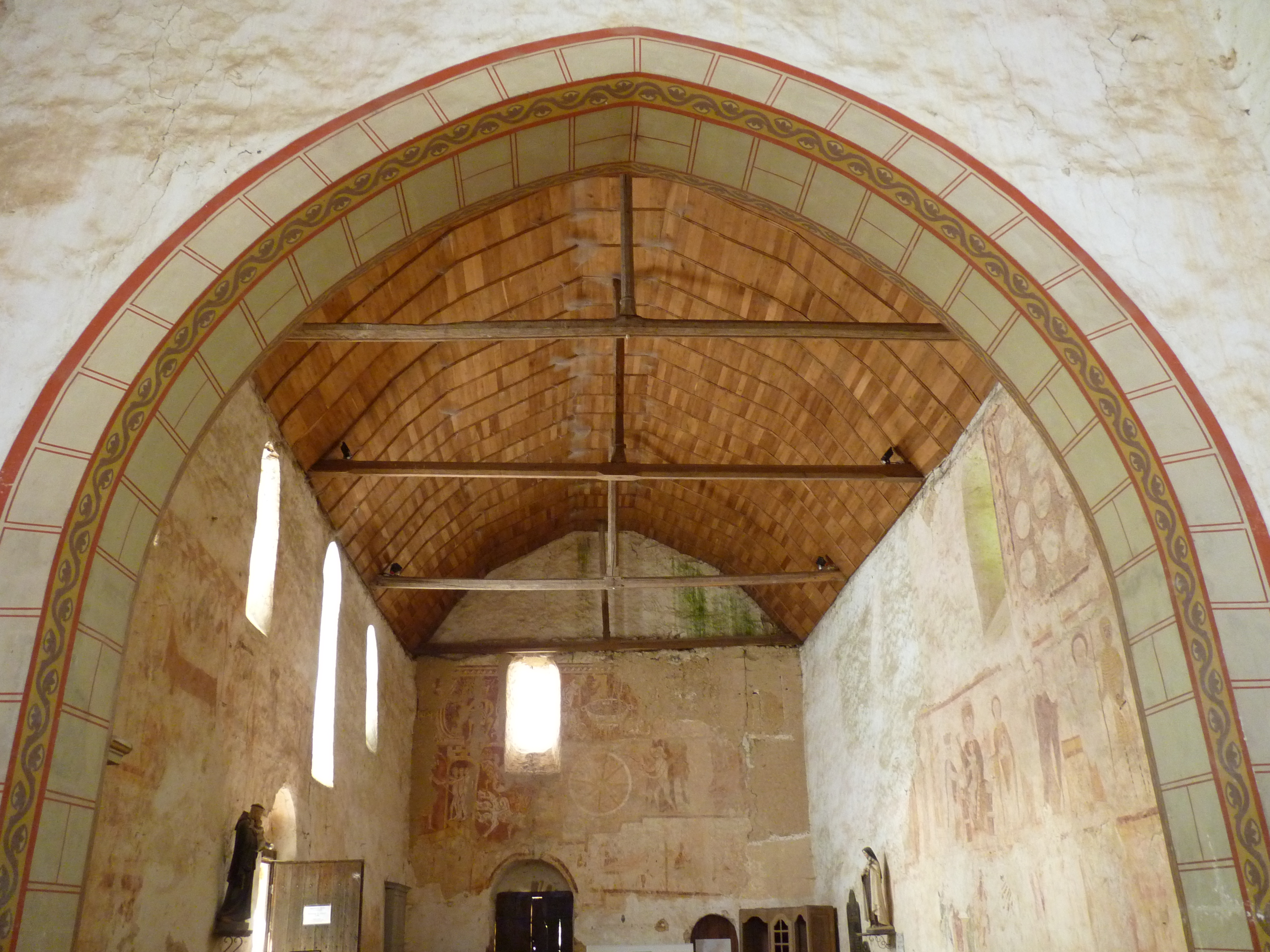
L'église paroissiale : les fresques.
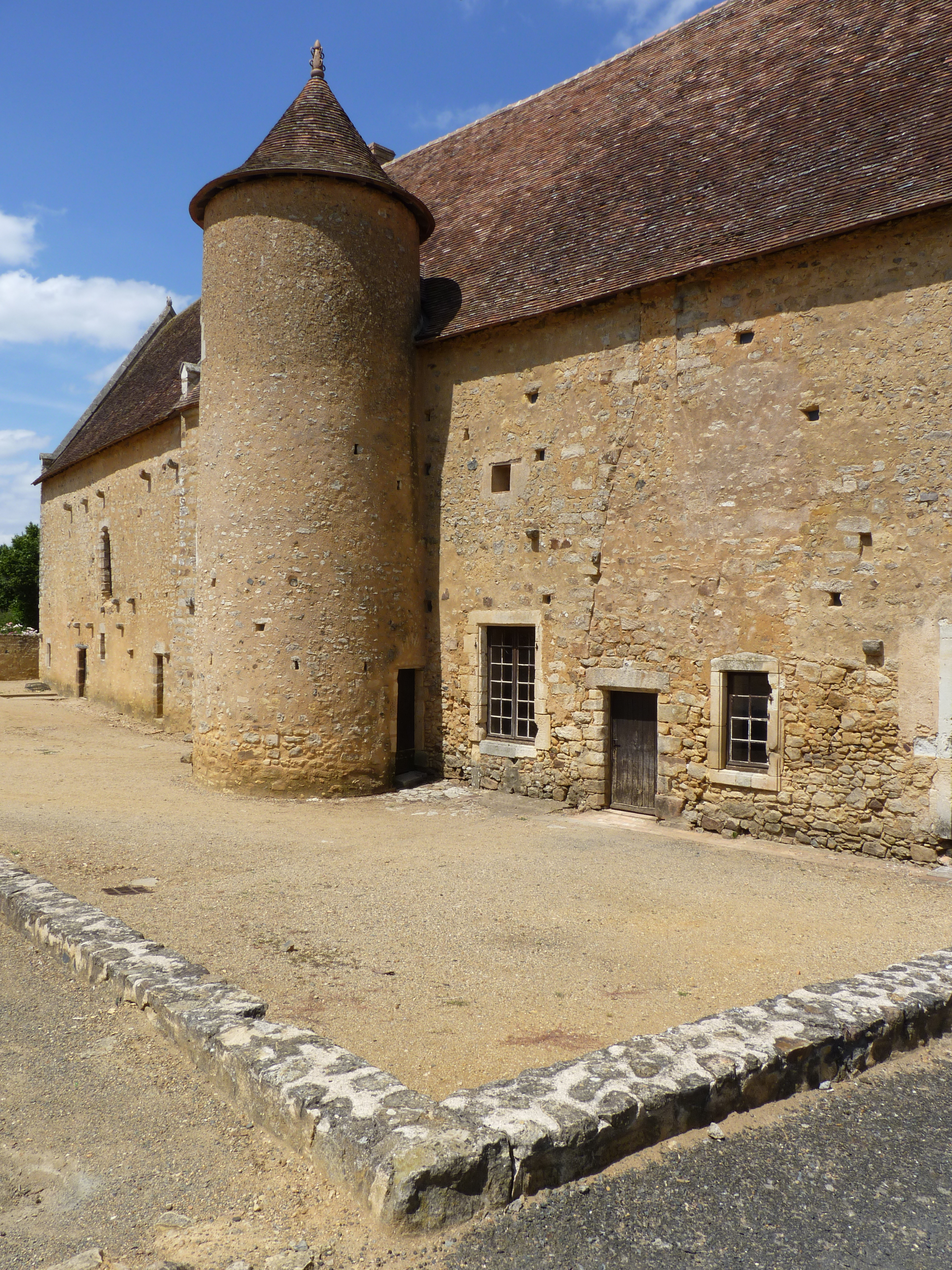
Le manoir de la Cour.
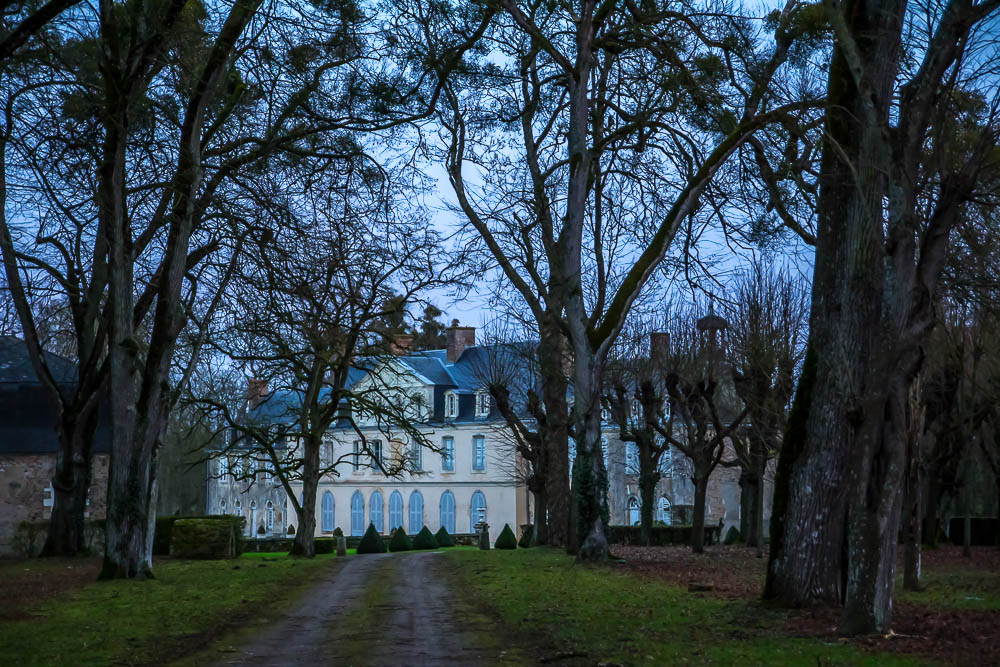
Le château de Moulinvieux.

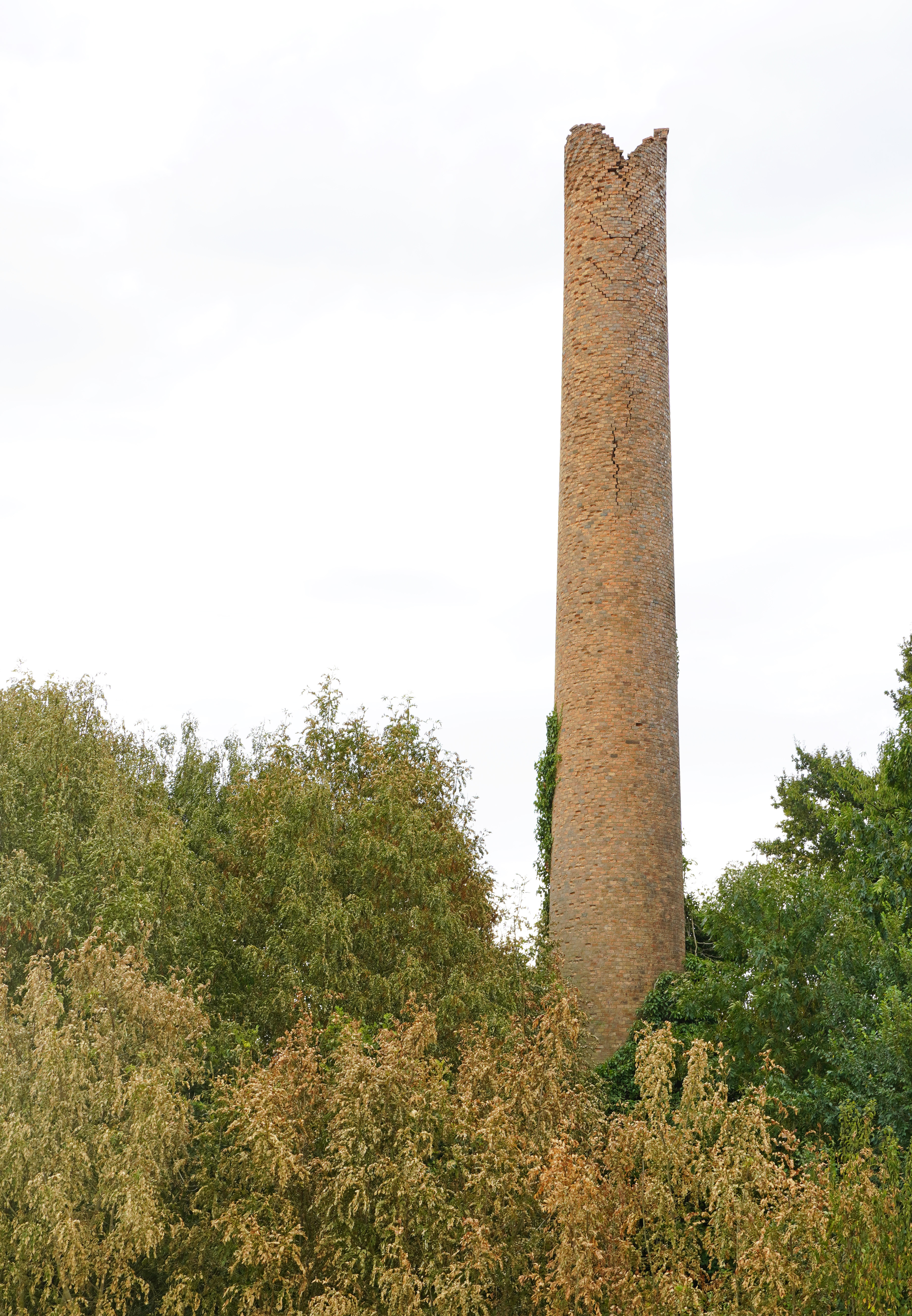
Cheminée du puits de la Detterie.
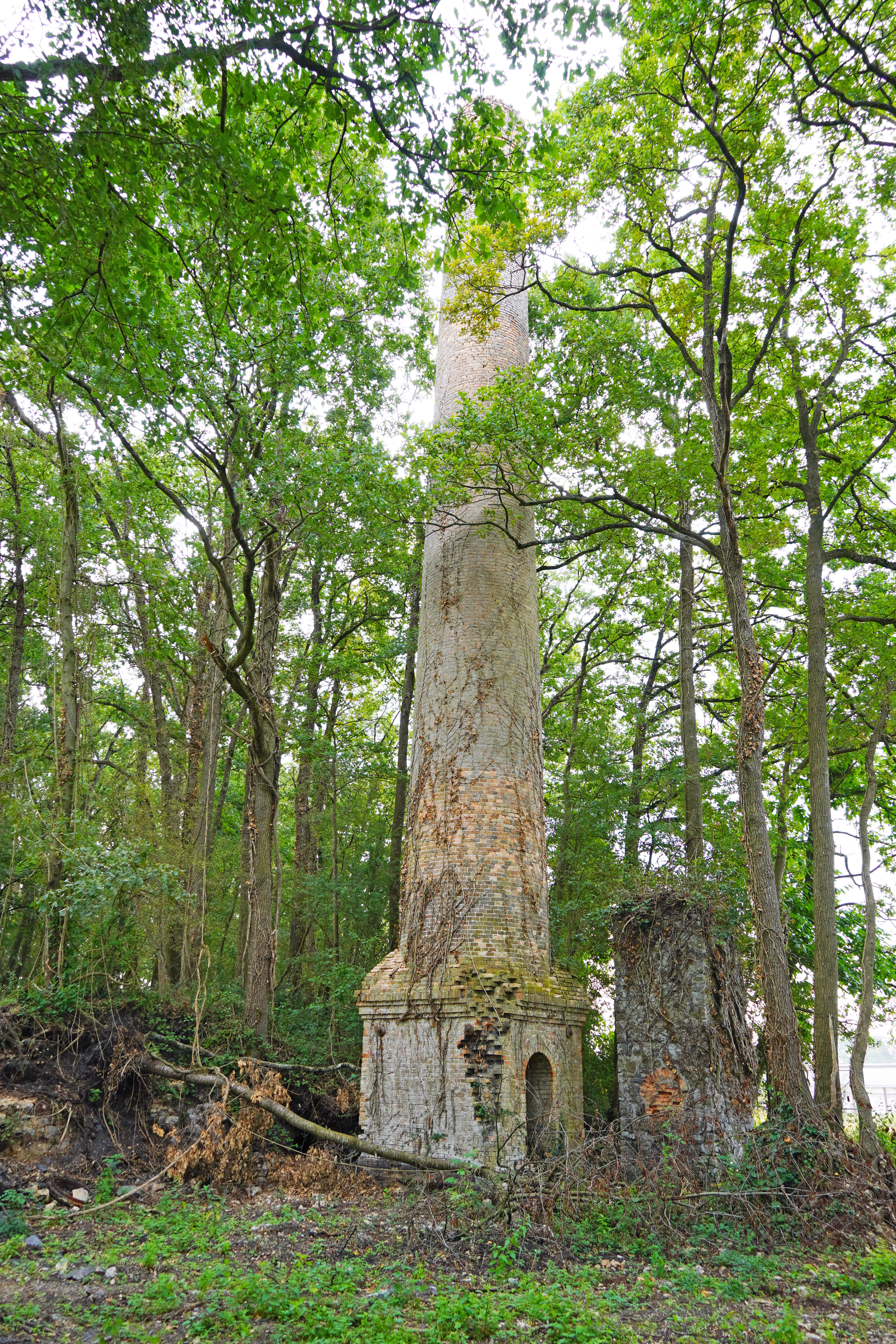
Cheminée du puits de la Filousière.
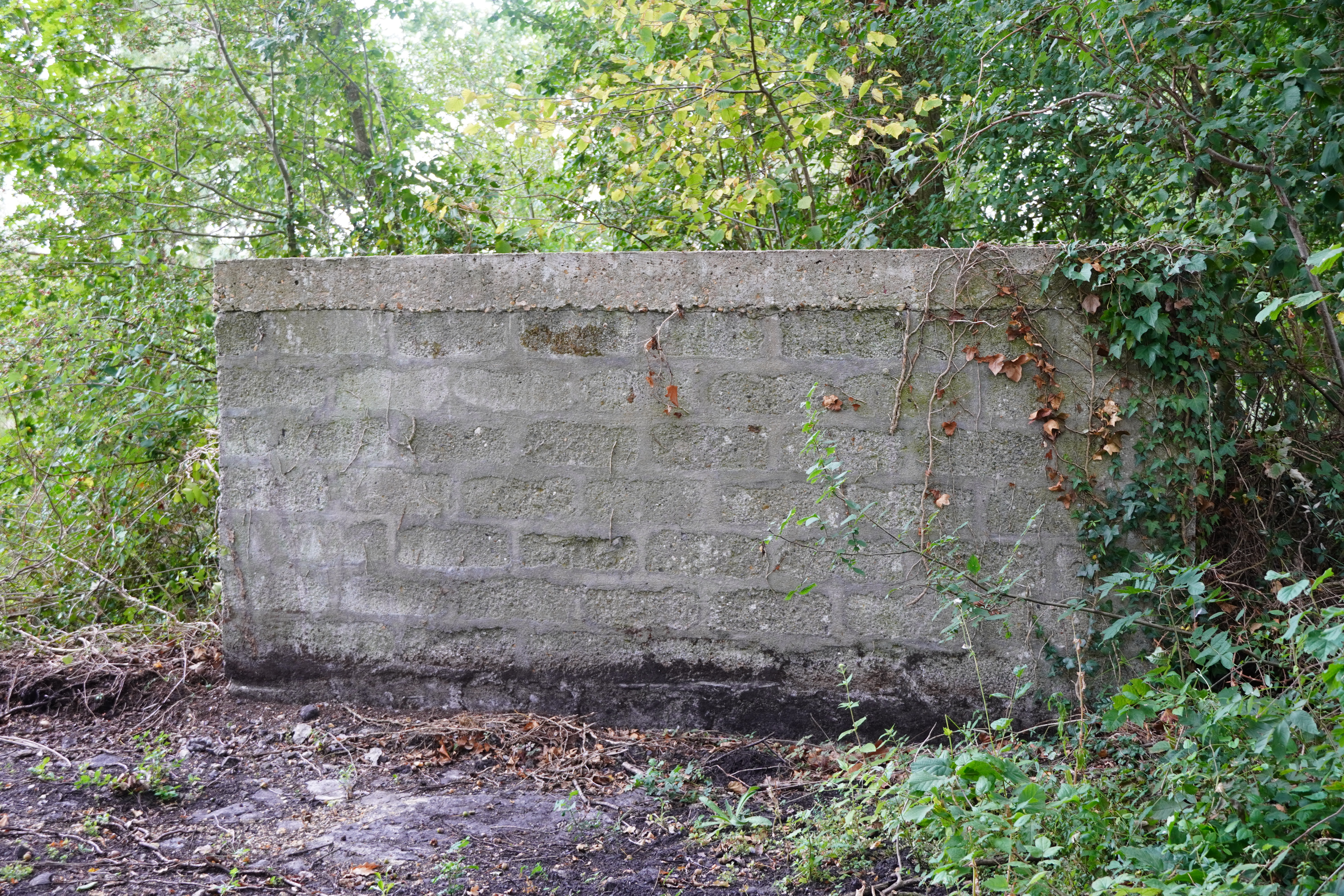
Puits de la Filousière.
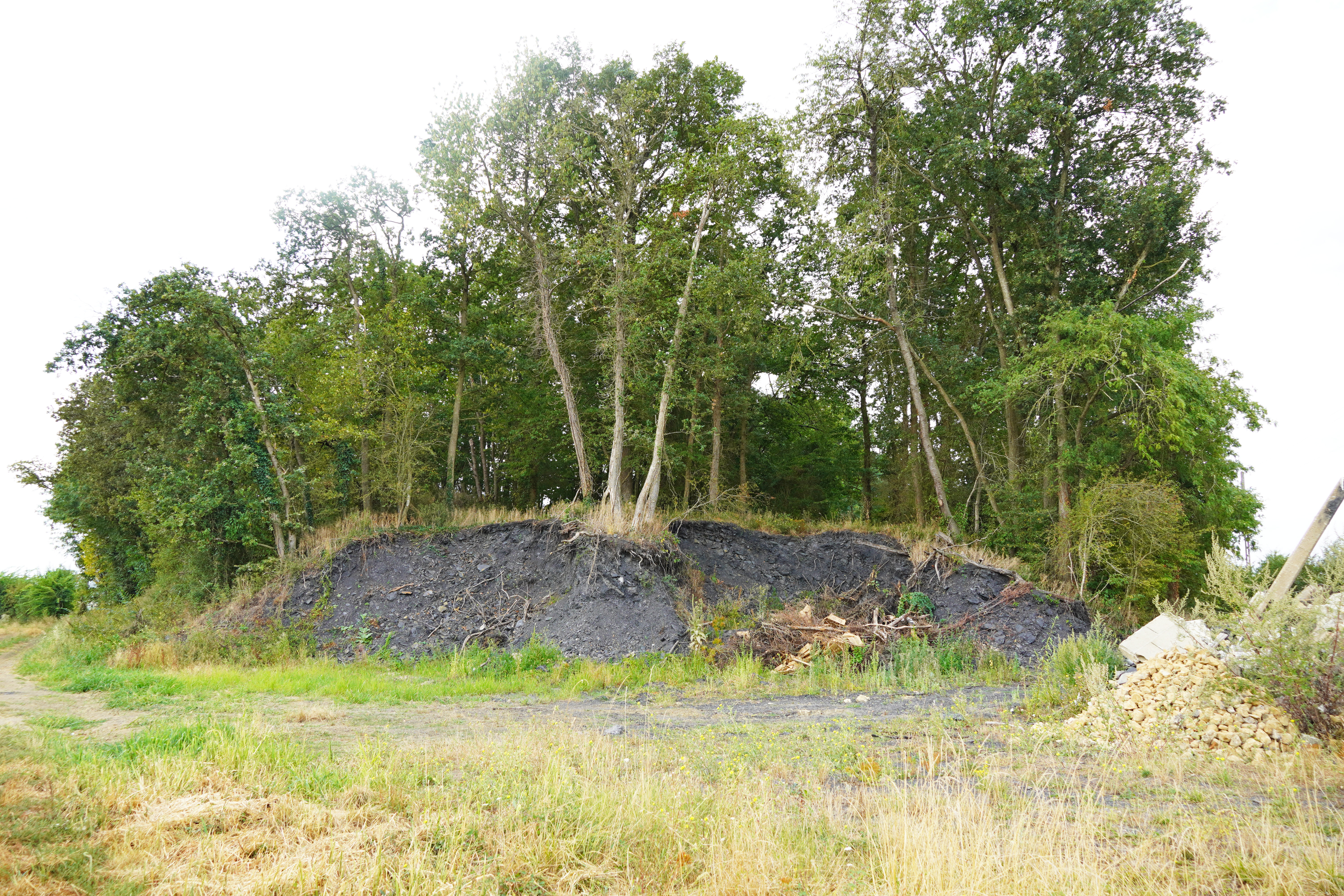
Le terril du puits de la Filousière.

## Personnalités liées
- Bernard Réquichot (1929 à Asnières-sur-Vègre –  1961), artiste peintre.